# Інститут держави і права імені В. М. Корецького НАН України
Інститут держави і права імені В. М. Корецького НАН України — науково-дослідний інститут Відділення історії, філософії та права НАН України, провідна науково-дослідна установа в Україні юридичного профілю, заснована 1949 року. Від 1977 року інститут головна установа країни з проблем теоретичної основи вдосконалення законодавства України. Директор Інституту — доктор юридичних наук Олександр Скрипнюк.

## Діяльність
Інститут:

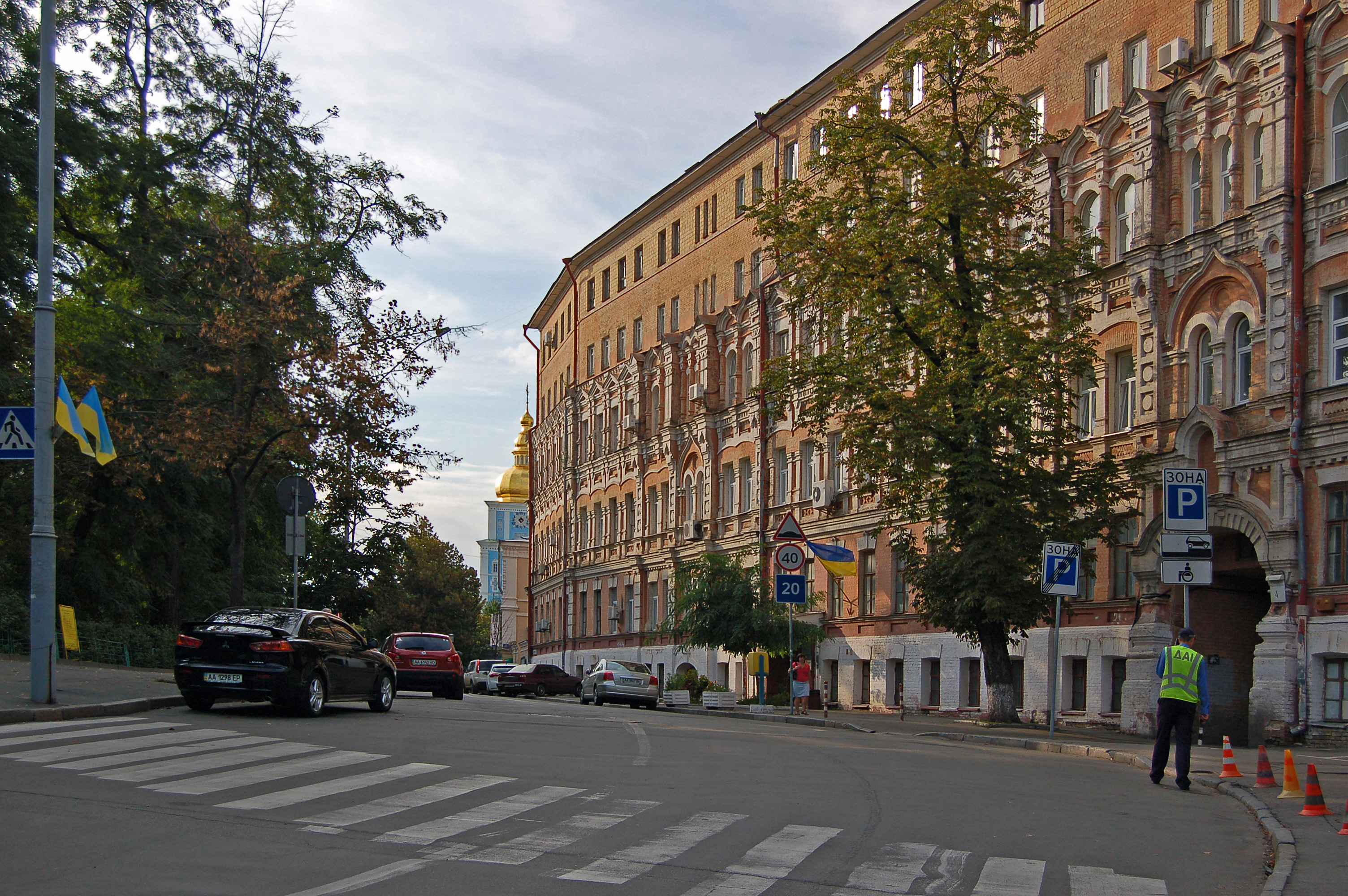
Будівля Інституту

- здійснює фундаментальні теоретико-методологічні та прикладні дослідження актуальних проблем державно-правового будівництва в Україні;
- координує фундаментальні наукові розробки відповідних проблем; готує кадри вищої кваліфікації — докторів і кандидатів юридичних наук;
- проводить наукові і науково-практичні конференції;
- видає юридичну літературу: підручники, монографії, енциклопедії та словники;
- надає експертну та науково-консультативну допомогу Верховній Раді України, Секретаріату Президента України, Кабінету Міністрів України, судовим органам, Генеральній прокуратурі України, іншим органам державної влади та органам місцевого самоврядування.

## Напрями досліджень
Пріоритетними напрямами фундаментальних досліджень Інституту є:
- проблеми державотворення і правотворення в Україні: теорія, історія, практика;
- правові проблеми демократизації суспільних відносин і формування громадянського суспільства та утвердження і реалізація прав та свобод людини;
- теоретичні і прикладні проблеми розвитку правової системи України;
- теоретичні і практичні проблеми реалізації Конституції та законодавства України;
- Україна в системі сучасного міжнародного правопорядку та Європейської інтеграції: теорія і практика проблеми енциклопедичних юридичних досліджень, філософії і соціології права.

## Науковці
Станом на 1 січня 2021 року в Інституті працює 99 співробітників, з яких 81 науковець: 27 докторів наук і 52 кандидати наук. Серед учених Інституту один академік та один член-кореспондент Національної академії наук України; 15 академіків та членів-кореспондентів Національної академії правових наук України; 8 Заслужених діячів науки і техніки України, 13 Заслужених юристів України, 8 Лауреатів державної премії України. Значна частина працівників Інституту відзначена державними нагородами, відзнаками Президента України, преміями НАН України імені видатних вчених.
- Авер'янов Вадим Борисович — завідувач відділу проблем державного управління та адміністративного права (1991—2010).
- Акуленко Віктор Іванович — провідний науковий співробітник відділу міжнародного права і порівняльного правознавства.
- Андрійко Ольга Федорівна — завідувачка відділу проблем державного управління та адміністративного права.
- Богініч Олег Леонідович — старший науковий співробітник відділу теорії держави і права.
- Бошицький Юрій Ладиславович — науковий співробітник відділу проблем цивільного, трудового та підприємницького права.
- Бувайлик Галій Юхимович — старший науковий співробітник міжнародного права і порівняльного правознавства.
- Головченко Валентин Васильович — старший науковий співробітник (1980—1997).
- Горбатенко Володимир Павлович — провідний науковий співробітник відділу міжгалузевих і порівняльних правових досліджень.
- Денисов Володимир Наумович — завідувач відділу міжнародного права та порівняльного правознавства (1984—2023).
- Діденко Михайло Петрович — молодший науковий співробітник, один з перших науковців Інституту.
- Забігайло Володимир Костянтинович — старший науковий співробітник, завідувач сектору (1967—1988).
- Костенко Олександр Миколайович — завідувач відділу проблем кримінального права, кримінології та судоустрою (з 1999).
- Кривенко Лідія Тарасівна — наукова співробітниця (1978—2017).
- Малишева Наталія Рафаелівна — завідувачка відділу проблем аграрного, земельного, екологічного та космічного права (з 2011).
- Мельник Тамара Михайлівна — наукова співробітниця (1967—1971).
- Мироненко Олександр Миколайович — науковий співробітник (1983—2014).
- Михеєнко Михайло Макарович — старший науковий співробітник (1959—1967).
- Овсюк Олександр Михайлович — науковий співробітник (1976—1985).
- Потарикіна Лідія Луківна — старша наукова співробітниця (1949—1973), одна з перших науковиць Інституту.
- Свєтлов Олександр Якович — завідувач відділу кримінально-правових і кримінологічних проблем (1978—1999).
- Семчик Віталій Іванович — науковий співробітник (1975—2014).
- Таранов Анатолій Павлович — завідувач відділу проблем державного і господарського управління (1966—1976), один з перших науковців Інституту.
- Терлецький Валентин Михайлович — завідувач відділу проблем радянського будівництва (1967—1968; 1972—1978).
- Тимошенко Віра Іванівна — старша наукова співробітниця (1986—1995).
- Тихонова Євгенія Антонівна — старша наукова співробітниця (1949—1970), одна з перших науковиць Інституту.
- Чалий Петро Федорович — старший науковий співробітник (1975—1987).
- Шевченко Ярославна Миколаївна — завідувачка відділу проблем цивільного, трудового і підприємницького права (1989—2017).

### Директори
- Корецький Володимир Михайлович — директор Інституту з 1949 по 1974 роки.
- Бабій Борис Мусійович — директор Інституту з 1974 по 1988 роки.
- Шемшученко Юрій Сергійович — директор Інституту з 1988 по 2021 роки.
- Скрипнюк Олександр Васильович — директор Інституту з 2021 року.

## Відзнаки
Згідно з постановою Кабінету Міністрів України від 11 травня 1999 р. № 803 за активну участь у законотворчій роботі, забезпечення розвитку юридичної науки в Україні, підготовки наукових кадрів колектив Інституту держави і права імені В. М. Корецького Національної академії наук України нагороджено Почесною грамотою Кабінету Міністрів України з врученням пам'ятного знака.